# عصب عيني
العصب العيني  (بالإنجليزية: ophthalmic nerve)‏ هو أحد الأعصاب الثلاثة المتوائمة، وهو العصب القحفي الخامس، ويحمل فقط ألياف حسيّة. يمر في الجانب الوحشي من الجيب الكهفي في الحفرة القحفية المتوسطة، أقسامه هي:
1. العصب الدمعي
2. العصب الجبهي
3. العصب الأنفي الهدبي

تدخل جميع الأقسام السابفة عبر الشق الحجاجي العلوي.